# بندر بليلة
بندر بن عبد العزيز بليلة (ولد 1395 هـ/ 1975 م) شيخ سعودي، وأحد قرَّاء القرآن الكريم، وامام وخطيب المسجد الحرام في مكة المكرمة. عُين عضوًا في هيئة كبار العلماء في 18 أكتوبر 2020. وهو الخطيب الثاني عشر من خطباء عرفة في العهد السعودي.

## سيرته
ولد بندر بن عبد العزيز بن سراج بن عبد الملك بليلة في مكة المكرمة في عام 1395 هـ، ودرس بها جميع المراحل الدراسية، وتخرج من جامعة أم القرى، حصل على الماجستير في الفقه من كلية الشريعة والدراسات الإسلامية من جامعة أم القرى سنة 1422 هـ، ثم على الدكتوراه من الجامعة الإسلامية بالمدينة المنورة في الفقه من كلية الشريعة سنة 1429 هـ. 
حالياً هو إمام وخطيب في المسجد الحرام بمكة المكرمة إضافة لعمله أستاذًا مساعدًا في جامعة الطائف. في حج عام 1442 هـ كُلف إلقاءَ خطبة يوم عرفة في مسجد نمرة، وألقى بعدها خطبة عيد الأضحى في المسجد الحرام.

### عضويته بهيئة كبار العلماء
في أكتوبر 2020 صدر أمر ملكي من خادم الحرمين الشريفين الملك سلمان بن عبد العزيز آل سعود بإعادة تكوين هيئة كبار العلماء السعودية برئاسة الشيخ عبدالعزيز بن عبد الله آل الشيخ، ويُعاد تكوين هيئة كبار العلماء بتعيين أعضاء جدد، ومن بينهم الشيخ الدكتور بندر بن عبد العزيز بن سراج بليلة.

## وصلات خارجية
- مصحف الشيخ بندر عبد العزيز بليله في موقع طريق الصالحين
- مصحف الشيخ بندر عبد العزيز بليله في موقع القران لك
- صفحة الشيخ بندر عبدالعزيز بليلة في موقع مداد الإسلامي